# Trichostema parishii
Trichostema parishii là một loài thực vật có hoa trong họ Hoa môi. Loài này được Vasey miêu tả khoa học đầu tiên năm 1881.